# GRTgaz
Die GRTgaz, SA (ursprünglich für Gestionnaire du Réseau de Transport Gaz) mit Sitz in Bois-Colombes bei Paris ist ein französischer Fernleitungsnetzbetreiber für Erdgas. GRTgaz betreibt ein europäisches Fernleitungsnetz mit einer Länge von 32.121 Kilometern, überwiegend in Frankreich. GRTgaz ist eine 75-%-Tochter der GDF-Suez-Gruppe.

## Hintergrund
GRTgaz wurde zum 1. Januar 2005 durch die ehemalige GDF gegründet, um das ausgelagerte Gasnetz unabhängig und diskriminierungsfrei entsprechend den EU-Energierichtlinien zu betreiben. 2011 veräußerte GDF Suez einen 25-%-Anteil an die Société d’Infrastructures Gazières (SIG), ein Konsortium bestehend aus den staatlichen Investoren CNP Assurances und Caisse des Dépôts et Consignations.

## GRTgaz Deutschland
Die GRTgaz Deutschland GmbH (vormals Gaz de France Deutschland Transport GmbH) mit Sitz in Berlin ist eine hundertprozentige Tochter der GRTgaz. Als Gesellschafter der MEGAL (mit einem 49%-Anteil) ist GRTgaz Deutschland Mitbetreiber des gleichnamigen Pipelinesystems in Deutschland. Außerdem hält GRTgaz Deutschland Beteiligungen sowohl an der Trading Hub Europe GmbH, die das Bilanzkreismanagement für das gleichnamige Marktgebiet führt, als auch an der Handelsplattform Prisma, auf deren Plattform Kapazitäten angeboten und verauktioniert werden.

## GRTgaz in Österreich
In Österreich hält die GRTgaz SA einen 34 %-Anteil an der Baumgarten-Oberkappel Gasleitungsgesellschaft (BOG), dem Betreiber der West-Austria-Gasleitung.